# Poblat talaiòtic des Pedregar
El poblat talaiòtic des Pedregar està situat a la possessió des Pedregar, al terme municipal de Llucmajor, Mallorca.
Aquest poblat del període talaiòtic conserva moltes de les seves estructures escampades en una àmplia extensió de terreny, amb un estat de conservació deficient i a hores d'ara molt poc excavat. Destaca la troballa d'un cap d'un Mars Balearicus (guerrer talaiòtic de bronze), un casc de guerrer i altres bronzes.

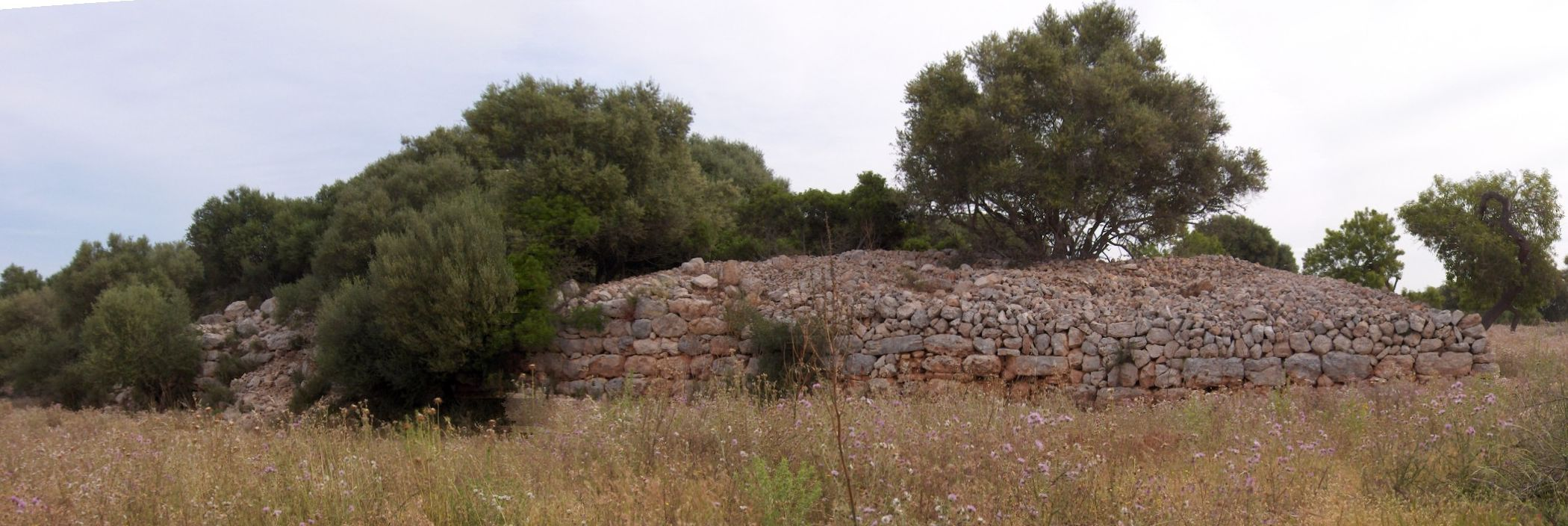
Murada del poblat talaiòtic

Les restes es troben repartides en tres grans zones:
- Devora les cases de la possessió des Pedregar hi ha una bassa protegida, de planta quadrada, que era un dipòsit d'aigua ja en temps del poblat talaiòtic. Darrere les cases hi ha diversos fragments de la murada del poblat amb un gran talaiot adossat. Aquesta murada segueix cap a l'oest, a l'altra part de la carretera, on hi ha el tram més gran conservat. Després gira cap al nord, on té un altre talaiot adossat i torna a girar cap a l'est, donant al poblat l'habitual forma ovalada, finalment desapareix. Hi ha restes d'uns altres dos talaiots que estaven adossats a la murada en el tram en el qual ja no és visible, amb afegiments d'èpoques més tardans dins de l'era talaiòtica. En el tram millor conservat s'observa que la murada està construïda amb pedres regulars mitjanes, col·locades en filats paral·lels.
- Una altra zona està situada a uns 100 m de la murada del poblat amb basses i restes d'altres construccions.
- La darrera zona, a uns 200 m més enllà de la zona anterior es troba el recinte sagrat del poblat, amb un túmul, un santuari que fou excavat per Josep Colominas i Roca en els anys vint del segle xx, i altres construccions.[1]